# Kon Tum
Kon Tum é uma província do Vietnã, localizada na região da Terras Altas do Centro. Sua capital é a cidade de Kon Tum.